# Johnson (Außenbordmotor)

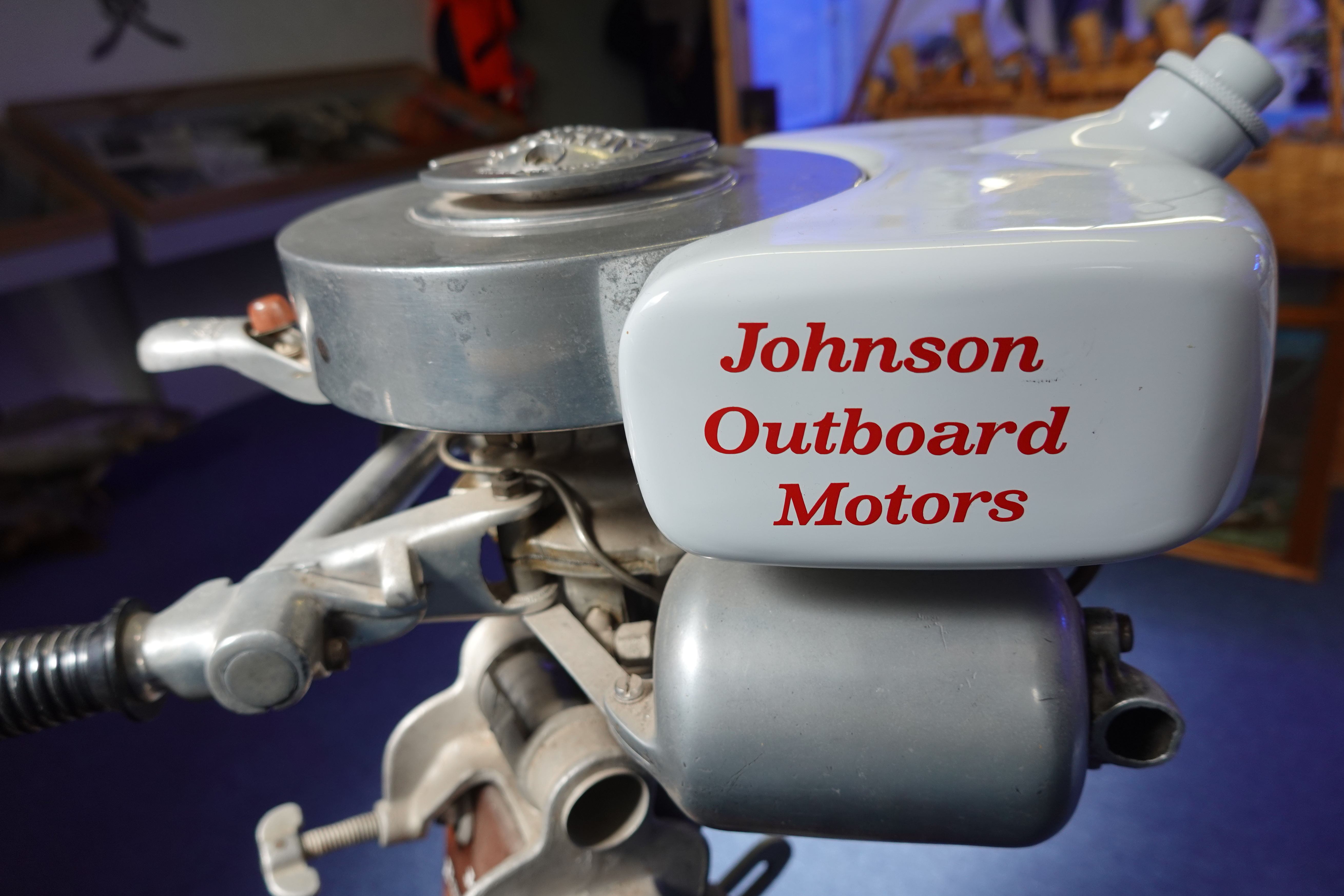
Johnson Seahorse von 1929

Unter dem Markennamen Johnson wurden überwiegend in den USA unter wechselnder Firmierung Außenbordmotoren produziert und weltweit verkauft.
Der Name stammt von den aus Terre Haute (Indiana, USA) stammenden Firmengründern, den Brüdern Lou (* 1881, † 1963 in Florida), Harry (* 1884) und Clarence (* 1895), Söhne des in Dänemark geborenen Sören Johnson.

## Firmengeschichte
- 1908: Als „Johnson Brothers Motor Co.“ stellen die Johnsons bis 1921 zuerst Innenbordmotoren, dann ein Flugzeug und schließlich Hilfsmotoren für Fahrräder her.
- 1921: Lou Johnson entwickelt den ersten Außenbordmotor. Nach erfolgreichen Tests wird die Firma „Johnson Motor Company“ gegründet.
- 1925: Johnson steigt zum Weltmarktführer vor ELTO und Evinrude auf. Grund: durch die Erfahrungen im Flugzeugbau ist der anfangs produzierte 2-PS-Außenborder so leicht, dass er bei den Kunden sehr begehrt ist.
- 1931: Durch die Weltwirtschaftskrise gerät die Firma Johnson Motors in Schwierigkeiten.
- 1935: Steve Briggs und Ralph Evinrude kaufen zwei Drittel der Johnson-Aktien auf.
- 1936: Johnson wird in den OMC-Konzern übernommen. Die Außenbordmotoren werden weiter unter dem Namen „Johnson“ vertrieben, auch wenn sie in der Regel baugleich mit „Evinrude“ sind.
- 2000: OMC meldet Insolvenz an
- 2001: Die kanadische Firmengruppe Bombardier Inc. übernimmt den Außenbordmotorbereich
- 2003: Der Bereich wird in die Bombardier Recreational Products ausgegliedert. Unter dem Namen „Johnson“ werden später nur noch kleine Außenbordmotoren bis 25 PS vermarktet.

## Motoren
Johnson hat früher stets Zweitaktmotoren gebaut. Nach den Regeln der „EPA“ und der „Sportbootrichtlinie“ müssen neue Bootsmotoren u. a. bestimmte Abgasgrenzwerte einhalten. Dies ist mit herkömmlicher Vergaser-Technik bei Zweitaktmotoren nicht möglich. Unter dem Namen Johnson werden jetzt nur noch kleine Viertaktmotoren angeboten.

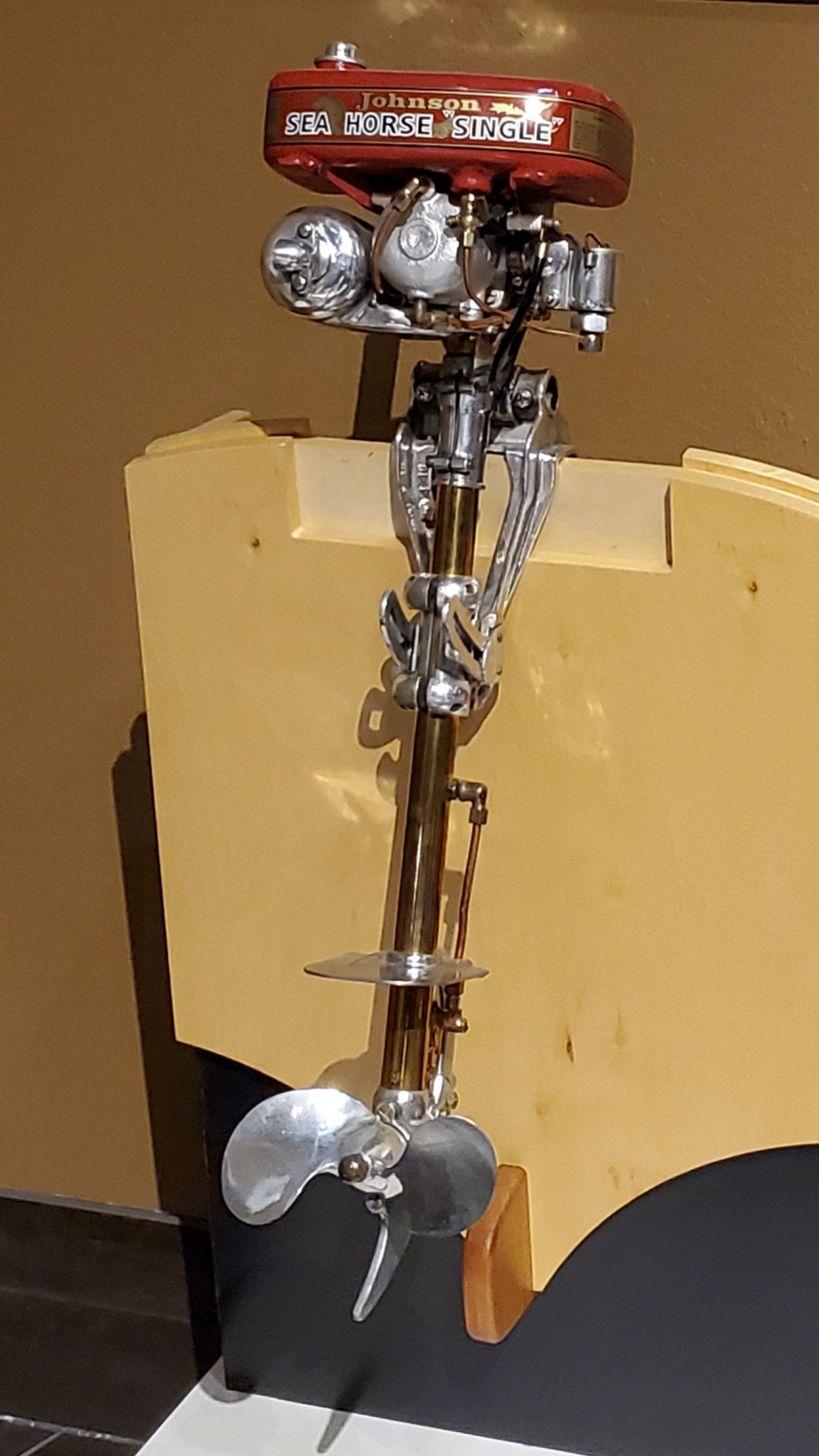
Johnson Seahorse von 1927
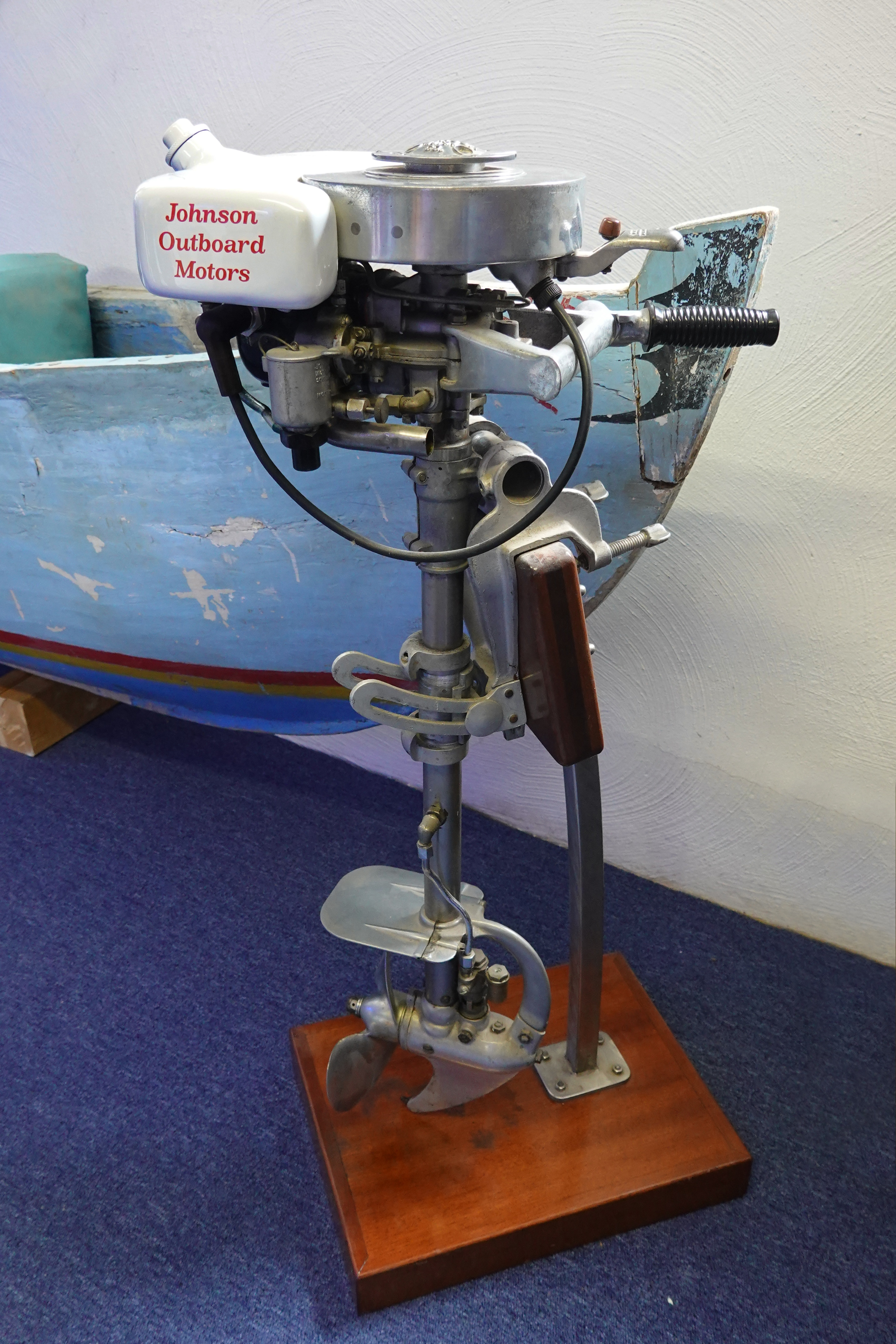
Johnson Seahorse von 1929
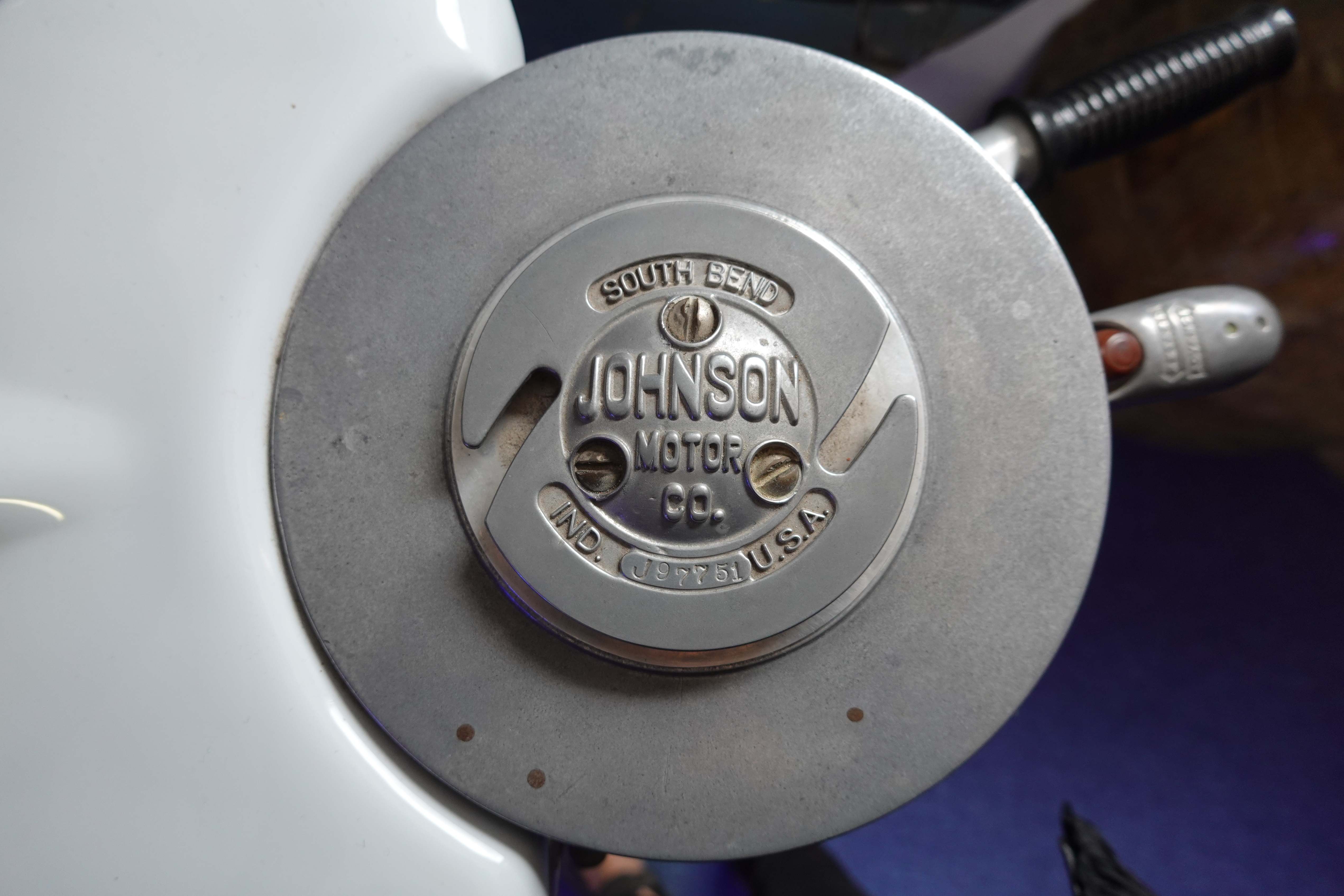
Johnson Seahorse von 1929
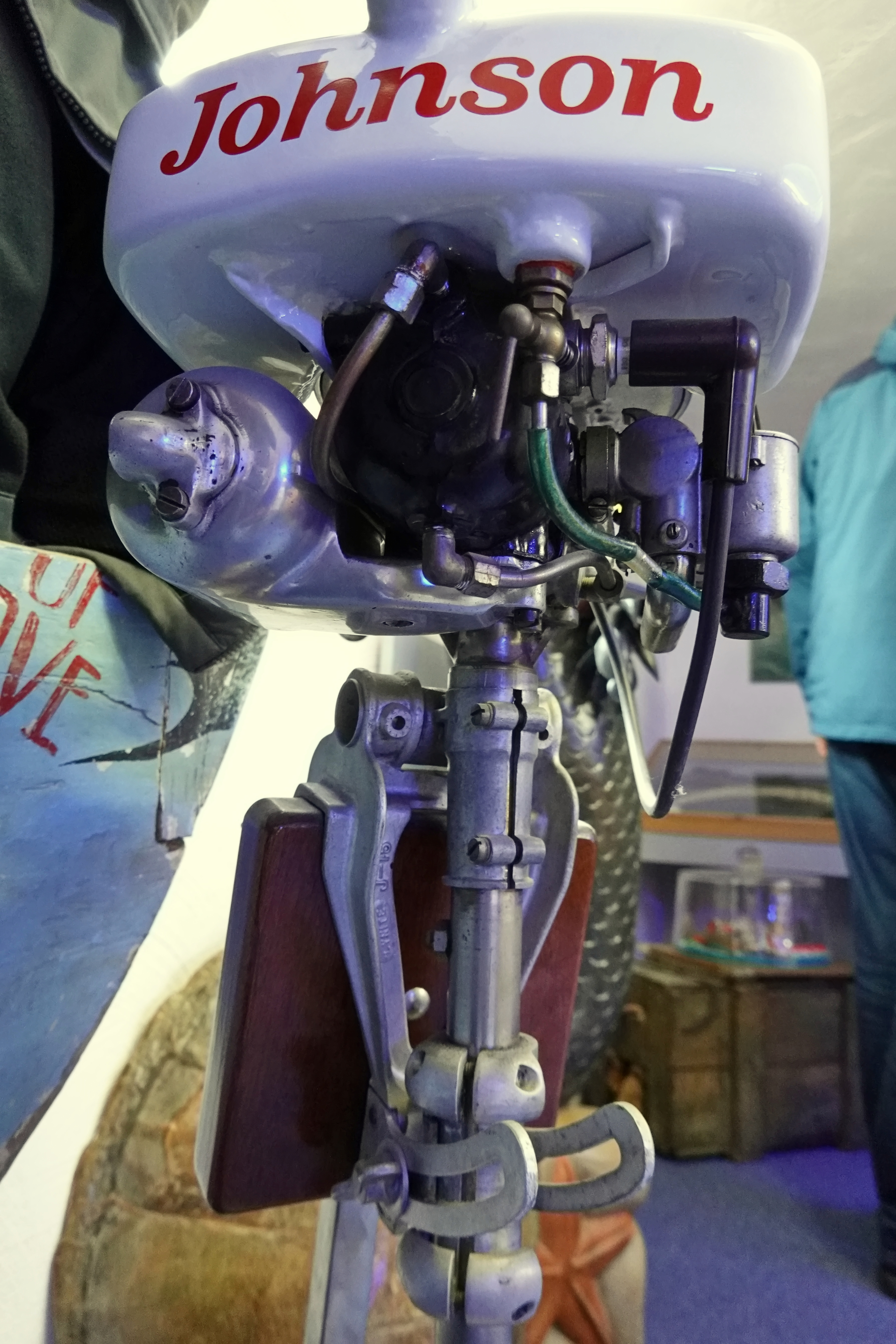
Johnson Seahorse von 1929

### Motorenprogramm 2009
- 1-Zylinder-Motoren mit 1,8/2,9/3,7/4,4 kW (2,5/4/5/6 PS)
- 2-Zylinder-Reihenmotoren mit 7,3/11,03/18,4 kW (9,9/15/25 PS)

## Rennsport
Johnson-Motoren waren im Motorbootrennsport sehr beliebt. Begünstigt durch die leichte Bauweise wurden von Mitte der 20er Jahre bis in die 30er Jahre mehr Siege errungen, als von allen anderen Motorbootfirmen zusammen.
Weitere Titelgewinne (Auswahl):
- 1946–1953: Europameisterschaften der 250 cm³-Rennbootklasse (Weltmeisterschaften wurden damals noch nicht ausgetragen)
- 1946–1949: Europameisterschaften der 500 cm³-Rennbootklasse
- 1972: Weltmeisterschaft der unbegrenzten Außenbord-Rennbootklasse
- 1982: Weltmeisterschaft der 850 cm³ Außenbord-Sportbootklasse

Daneben wurden z. B. 1929 allein 26 neue Weltrekorde aufgestellt.
Weitere Weltrekorde (Auswahl):
- 1935: 77, 65 km/h, 250 cm³ (fliegender Kilometer)
- 1936: 93,59 km/h, 500 cm³ (fliegender Kilometer)
- 1938: 52,58 km/h, 250 cm³ (Dauerrekord über 6 h, wurde nie überboten)
- 1951: 107,78 km/h, 500 cm³ (fliegender Kilometer)
- 2000: 197,45 km/h, Formel 1 3 Liter (fliegender Kilometer)